# Altoviti
Los Altoviti son una familia noble italiana. Desde la época medieval, fueron una de las más distinguidas de banqueros y políticos, ocupando los más altos cargos de la República de Florencia, siendo amigos y mecenas de Galileo Galilei, Vasari, Rafael y Miguel Ángel. Mantuvieron una cercana relación personal con el papado. Mediante una política endogámica de matrimonios, establecieron alianzas con la nobleza principal y papal, como los Médici, Cybo, Rospigliosi, Sacchetti, Corsini y Aldobrandini.
Tres papas tuvieron parentesco consanguíneo con los Altoviti: Inocencio VIII, Clemente IX y Clemente XII. Los Altoviti siguen existiendo y sus descendientes se mantienen involucrados en el arte y la cultura.

## Origen
Una teoría señala que serían de origen romano ya que en Fiesole se encontró una tumba con una inscripción romana que pertenecía a Furio Camillo Altovita, nieto de Furio Camillo, general, estadista y uno de los héroes más famosos de los inicios de la República romana, honrado con el título de Segundo Fundador de Roma por su victoria sobre los galos durante el asedio. Según la leyenda familiar, la loba italiana plateada sobre fondo negro en su escudo alude al origen romano de la familia y es la mítica loba Luperca Romana, quien habría protegido al fundador de la dinastía Furio Camillo devorando a sus enemigos. El Papa Pío II presumía esta procedencia.
Otra teoría sería que los Altoviti eran de ascendencia lombarda, descendientes de Tebalduolo Longobardo, barón y consejero de confianza del rey Alboino, llegando la familia a Florencia en el siglo XII. 
En cualquier caso en sus inicios se dedicaron a la habitual combinación de cultura, comercio (principalmente lana y sal), banca y política. Muchos fueron jueces y diplomáticos respetados en las cortes reales y papales. Pertenecían a la élite pro-papal de la facción güelfa. Con una antigua tradición militar, los miembros de la familia fueron considerados capitanes valientes en numerosas batallas decisivas de la República de Florencia. Por lo tanto, los estudiosos creen que el lobo heráldico fue otorgado por el emperador Federico II como premio.

## Historia, miembros destacados, arte y cultura

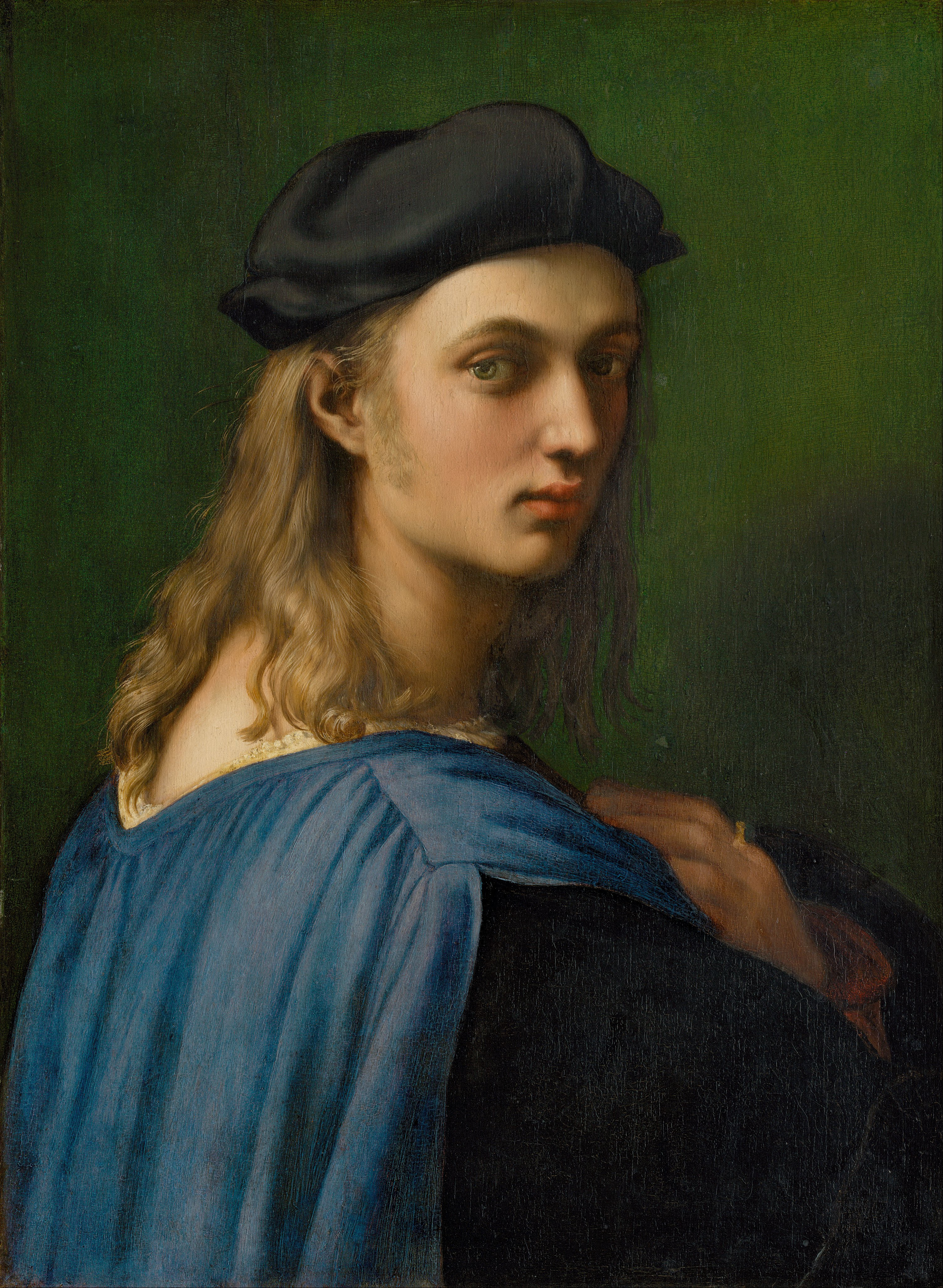
Bindo Altoviti fue en uno de los banqueros papales más influyentes y mecenas del Renacimiento, retratado por Rafael.

En 1300, Reinaldo Altoviti fue elegido junto con Dante Alighieri jefe de los Priores, poseyendo la autoridad suprema en el estado. Fueron enviados como embajadores ante Bonifacio VIII para negociar una tregua entre las facciones rivales güelfas, consolidando su posición en el centro del poder de la República. Bartolomea Altoviti era la esposa de Salvestro Médici, Gonfalonier de Justicia y primo de Juan de Médici, quien estableció la dominación medicea en los asuntos de Florencia. Juana Altoviti se casó con el rico comerciante Benci Aldobrandini y llegó a ser conocida como la Virgen Aldobrandini. Tras la muerte de su marido, se casó con el influyente político Juan Panciatichi. siendo uno de sus descendientes Julio Rospigliosi, más tarde el Papa Clemente IX. Ya en el siglo XIV, la familia se alió con los Salviati, Gucci, Pucci, Sacchetti y Bardi y se convirtieron en firmes partidarios de la guerra contra el papa Gregorio XI. La Guerra de los Ocho Santos contribuyó al fin del papado de Aviñón, siendo Bardo Altoviti uno de los Ocho Santos.
En 1432, Odo Altoviti fue nombrado ese mismo año Gonfaloniero de Justicia y se casó con Giovanna Gherardini y su sobrina Lisa Gherardini es considerada la modelo de la Mona Lisa de Leonardo da Vinci. Junto con Luca Pitti, ejercieron su influencia para levantar la prohibición de Cosme de Médici el Viejo. Establecieron relaciones personales y vínculos provechosos con la Curia Papal .
Antonio Altoviti fue nombrado Maestro de la Moneda papal y se casó con su prima Dianora Altoviti Cybo, la cuál fue conocida como La Papisa por la influencia que ejercía sobre su tío el papa Inocencio VIII. Al igual que otras familias de banqueros florentinos que otorgaban préstamos a los papas a cambio de los derechos sobre los ingresos papales, la rama florentina y romana de los Altoviti realizó prospecciones. La familia apoyó la construcción de la iglesia de San Giovanni dei Fiorentini y fue un impulsor de la Compagnia della Misericordia. Algunos de sus miembros más famosos fueron Miguel Ángel y Leonardo da Vinci.
Como los Altoviti tenían relaciones familiares con los Cybo y los Médici, y alianzas con los della Rovere, el papa Julio II (Juliano della Rovere) se convirtió en mentor del hijo de Antonio, Bindo, como lo fue para sus posteriores sucesores papales León X (Juan de Médici) y Clemente VII (Julio de Médici). Bindo era un aliado cercano de su primo Innocenzo Cybo, hijo de Magdalena de Lorenzo de Médici, la hija de Lorenzo el Magnífico, e incluido entre los jóvenes nobles educados en la corte papal, donde atendía al rehén Federico II Gonzaga, hijo de Isabel de Este y futuro duque de Mantua. Durante esos años, fue presentado a Bramante, Rafael y Miguel Ángel.

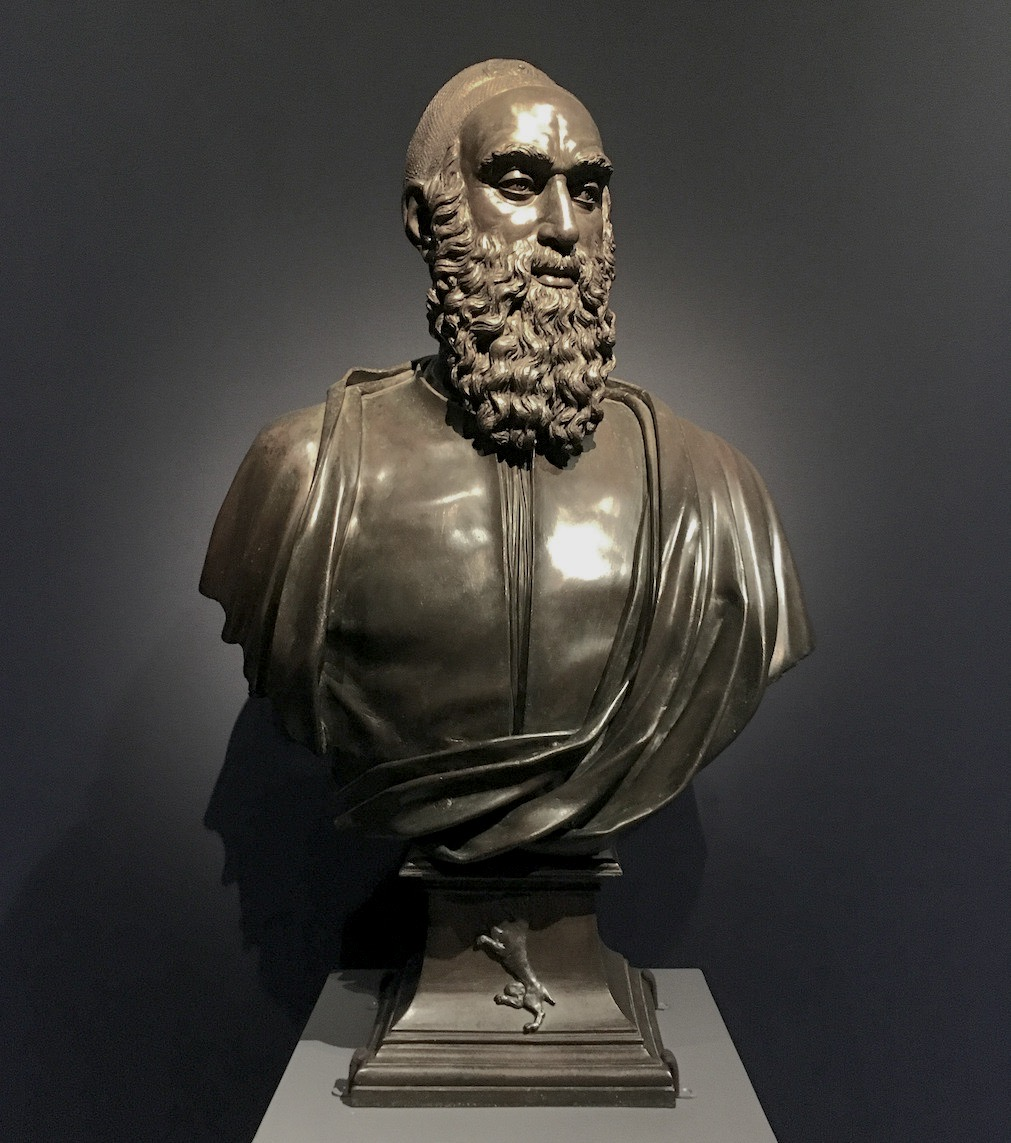
Busto de Bindo Altoviti por Benvenuto Cellini

La carrera de Bindo Altoviti progreso bajo el pontificado de León X y Clemente VII, fue nombrado Depositario General, banquero principal de los Estados Pontificios y comisionado jefe para la recaudación de impuestos, principalmente asignados a la reconstrucción de la Basílica de San Pedro. Tras la muerte de Agostino Chigi y el saqueo de Roma en 1527, solo unos pocos bancos tenían el capital para evitar el caos económico. Compitiendo con feroces banqueros genoveses y los alemanes Fugger y Welser ; los Strozzi, Salviati y Altoviti se convirtieron en los principales banqueros florentinos y curiales, teniendo la oportunidad de participar en masivas transacciones crediticias, controlando una esfera cada vez mayor de las finanzas papales. El hijo de Bindo, Juan Bautista Altoviti, se casó con Clarice Ridolfi, hija de Lorenzo Ridolfi, nieto de Lorenzo el Magnífico y Clarisa Orsini, estrechando el vínculo entre las familias.
Bindo Altoviti expandió y diversificó gradualmente sus actividades financieras, estableciendo dependencias del Banco Altoviti en mercados monetarios extranjeros como Francia, Países Bajos e Inglaterra. Entre sus clientes se encontraban el duque Carlos III de Saboya y el rey Enrique II de Francia, y gracias a su astuta perspicacia política y financiera, amasó una de las mayores fortunas privadas de Italia. Tras la muerte de Clemente VII y el duque Alejandro de Médici, los Altoviti se aliaron con Catalina de Médici y el papa Pablo III, deteriorando su relación con Cosme I de Médici.
Una de las sobrinas de Bindo fue dama de honor de Catalina de Médici. Antes de casarse, fue amante del duque de Anjou y futuro rey Enrique III de Francia. Otra sobrina fue una de las habitantes más ricas de Marsella y amante de Carlos de Lorena, duque de Guisa y gobernador de Provenza. Su hermano se convirtió en gobernador de Belle Île, y su padrino fue Felipe Manuel de Lorena, duque de Mercoeur, hermano de la futura reina de Francia, Luisa de Lorena-Vaudemont, lo que consolidó su relación con la corte real francesa.

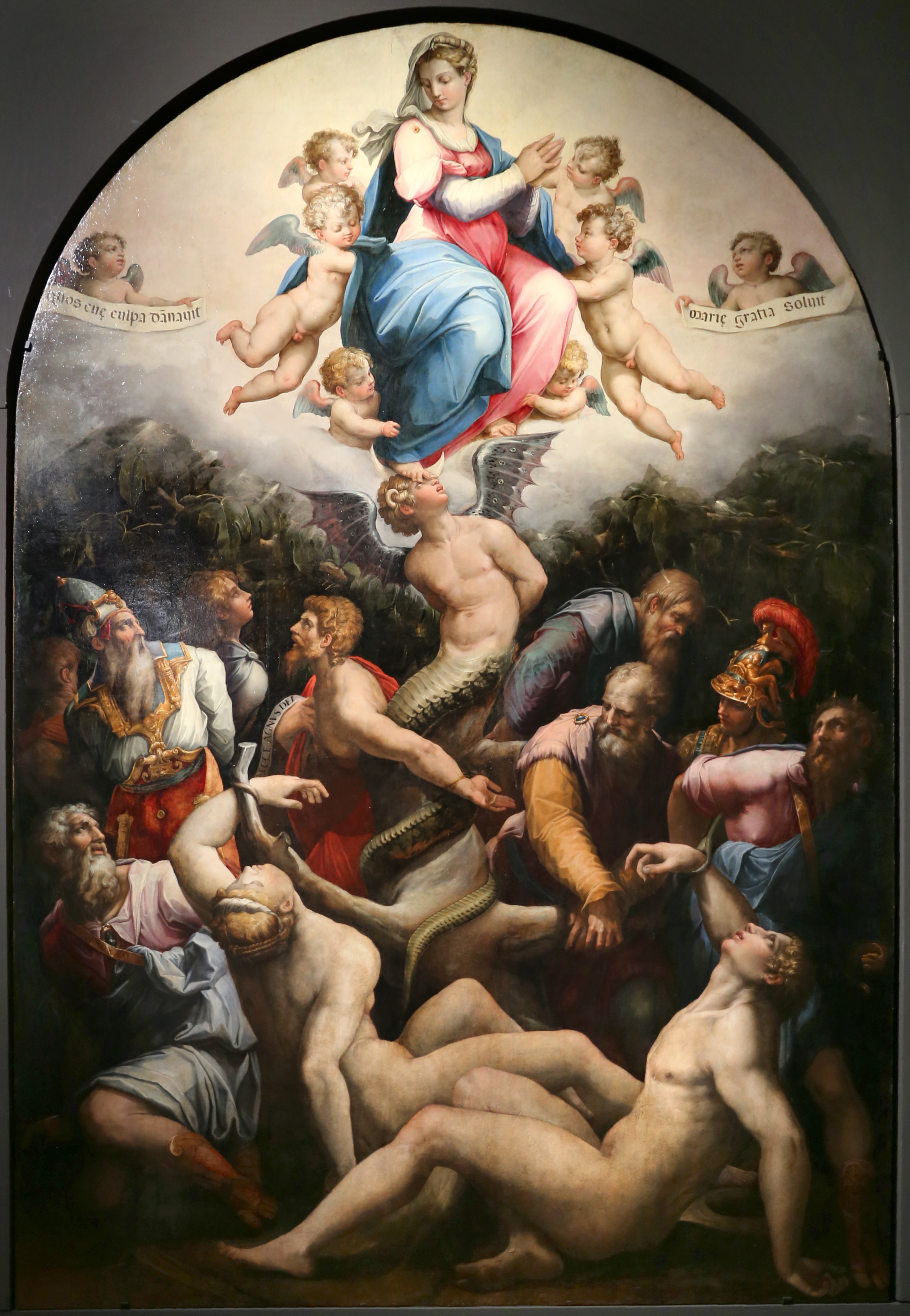
Alegoria de la la Inmaculada Concepción por Giorgio Vasari.

El hijo de Bindo, Antonio, se inició en la carrera eclesiástica bajo la protección de uno de los prelados florentinos más prestigiosos de principios del siglo XVI, el cardenal Niccolò Ridolfi, siendo nombrado arzobispo de Florencia, aunque durante 20 años no puedo entrar a Florencia por negación de Cosme I, aunque finalmente en 1564,  por pedido de Pío IV, le concedió el perdón a los Altoviti y escribiendo a Antonio, le instó a regresar a Florencia para tomar el mando de su diócesis e iniciar un proceso de reforma.
Vasari pintó al fresco El triunfo de Ceres en el salón principal de la Villa Altoviti, que ahora se exhibe en el Museo Nacional del Palazzo Venezia. Para la villa suburbana de Bindo, también pintó al fresco una vasta logia llamada la Viña decorada con estatuas y mármoles funerarios de la Villa Adriana del emperador Adriano, ya que había comprado la mayor parte de la propiedad. Andrea Sansovino también le dio a Bindo como regalo un modelo de terracota de la estatua de San Juan que esculpió para la Catedral de Florencia.
Bindo albergó a Miguel Ángel cuando huyó de Florencia a Roma. él cuál tenía una alta estima por él (mientras que despreciaba a su rival Agostino Chigi) que le dio como regaló el cartón de la Bendición de Noé, utilizado en la bóveda de la Capilla Sixtina (perdido), así como un diseño de una Venus (perdido) coloreado entonces por Vasari.
En Florencia, en la Piazza del Limbo, tenían un palacio con un gran escudo familiar en la fachada y conservaban el patrocinio de la iglesia de los Santos Apóstoles. Fue Miguel Ángel quien convenció a Bindo de no reconstruir la iglesia, sino de preservarla. Vasari pintó la Alegoría de la Inmaculada Concepción para la capilla familiar.
Con la muerte del hijo sin descendencia de Bindo, la línea Altoviti-Cybo se extinguió hacia finales del siglo XVI. Alejandro Altoviti asumió la dirección del Banco Altoviti en Roma. Su cuñado fue Giovanni Bonsi, primer ministro de Fernando I de Médici y cardenal por el papa Pablo V. La alianza con los Bonsi continuó estabilizando la relación entre los Altoviti y los Médici, y estableció una nueva alianza con los Borghese. El cardenal Bonsi también se convirtió en mentor de [[Iacopo Altoviti)], quien posteriormente fue nombrado arzobispo de Atenas y patriarca de Antioquía por su íntimo amigo, el papa Alejandro VII.
La hija de Alejandro, Francisca, se casó con Giovanni Battista Sacchetti, socio comercial de la familia Barberini del papa Urbano VIII. El matrimonio tuvo el efecto de transferir a los Sacchetti recursos financieros, propiedades que incluían parte de la colección de los Altoviti y vínculos rentables con la curia, así como relaciones clientelares ya establecidas por los Altoviti. Su hijo Julio César Sacchetti fue un cardenal influyente, partidario de Galileo Galilei y dos veces incluido en la lista de candidatos aceptables de la corte francesa (cónclave papal de 1644 y cónclave papal de 1655) para el papado. Su otro hijo, Marcello Sacchetti, se convirtió en tesorero papal de Urbano VIII y su agente de arte. Continuó ampliando la colección familiar y se convirtió en uno de los coleccionistas más respetados del Barroco y mecenas de Nicolas Poussin, Guido Reni y Pietro da Cortona. La colección familiar tenía más de 800 pinturas y más tarde se convirtió en la base del Museo Capitolino en Roma. Posteriormente la familia heredó los títulos principales de los Barberini y mantuvo hasta 1968 el título hereditario de Intendente General del Sagrado Palacio Apostólico.
Su hermana, Clarisa Sacchetti, se casó con su primo, Luis Altoviti, el cuál era conocido como un hábil político y llegó a senador, al igual que su padre, Alberto Altoviti, o sus abuelos, Roberto Acciaioli y Niccolò Berardi, de la casa de los condes bosónidas de Marsi, antes que él. Su hijo, Alberto Altoviti, se casó con Octaviana de Médici, prima del gran duque Fernando II, siendo nombrado senador y posteriormente, Gran Canciller de Toscana. El emperador Fernando II lo elevó al título de marqués del Sacro Imperio Romano Germánico y posteriormente, miembros de la familia participaron activamente en la cultura de los salones berlineses.
Julio Rospigliosi, descendiente de Juana Altoviti, fue nombrado cardenal por el papa Alejandro VII y lo sucedió como papa Clemente IX. Embelleció la ciudad de Roma con obras famosas encargadas a Bernini, como los ángeles del Puente Sant'Angelo junto al Palacio Altoviti y la columnata de la Basílica de San Pedro.
En el siglo XVIII, el papa Clemente XII, también con lazos de sangre con los Altoviti, presidió el crecimiento de un superávit en las finanzas papales. Así se hizo conocido por construir la nueva fachada de la Basílica de San Juan de Letrán, comenzar la construcción de la Fontana de Trevi y comprar la colección de antigüedades del cardenal Alessandro Albani para la galería papal. En su bula de 1738 ][In eminenti apostolatus]], proporciona la primera condena papal pública de la masonería. Uno de los numerosos palacios Altoviti de Florencia se llamaba dei Visacci, con retratos de famosos florentinos como Amerigo Vespucci, Francesco Guicciardini y Dante tallados en la fachada, y los salones con frescos de Lorenzo del Moro y Tommaso Redi. El palacio se convirtió más tarde en el hogar de la logia masónica florentina del Grande Oriente de Italia.
Giovambattista Altoviti pudo ampliar la colección familiar al heredar a petición de su amigo Pietro Paolo Avila, su palacio en Roma junto con su prestigiosa colección de arte. El apellido Avila se unió al apellido Altoviti. Los títulos nobiliarios de las extintas líneas Altoviti-Médici y Altoviti-Galetti también fueron heredados por sus descendientes.
Cuando en el siglo XIX se vendieron partes de la colección, el retrato de Bindo Altoviti fue vendido al rey Luis I de Baviera y las estatuas de Villa Adriana a la familia Borghese.
A mediados del siglo XIX, los descendientes de los Altoviti se casaron con la familia polaca Radziwiłł, lo que les permitió establecer una relación con la Corte Imperial de Prusia. Los Altoviti cultivaron relaciones con Cristina Trivulzio di Belgiojoso, Edward Solly, Frédéric Chopin, Vincenzo Bellini, Johann Wolfgang von Goethe y Theodor Fontane. Posteriormente, establecieron relaciones con otras personalidades prominentes como Alexander von Humboldt, Franz Liszt, Ferdinand Lassalle, Fanny Lewald, Paul Klee o Hedwig Dohm, ya que su residencia en Berlín finalmente se convirtió en el Palacio Pringsheim.

## Actualidad
A principios del siglo XX, una de los Altoviti se casó con un destacado ingeniero que participó en el programa espacial Apolo y pariente de Katja Mann, nacida en Pringsheim, esposa de Thomas Mann. Al mismo tiempo, el príncipe Stanisław Albrecht Radziwiłł fue uno de los organizadores del Instituto Histórico Sikorski de Londres y estuvo casado con Lee Radziwill, hermana de la difunta primera dama, Jacqueline Kennedy Onassis, y cuñada del presidente John F. Kennedy.
El marqués Antonio Altoviti Ávila se casó con María Badoglio, hija del mariscal de Italia Pietro Badoglio, duque de Adís Abeba , embajador de Italia en Brasil y primer primer ministro posfascista de Italia. Produjo las películas ganadoras del Óscar "Ayer, hoy y mañana" y " Atila", además de colaborar como guionista en "Las trece sillas".
El linaje Altoviti-Ávila ha persistido no solo a través de sus descendientes varones, sino también a través de sus ramas femeninas, quienes han mantenido el apellido Altoviti. Los miembros de la familia Altoviti se mantienen activos en una amplia gama de campos, como la ciencia, la política, la cultura y la tecnología. Sus contribuciones incluyen la reconstrucción de las Colecciones Estatales de Arte de Dresde, la participación en los programas Saturno, Apolo y del Transbordador Espacial, y colaboraciones con Werner von Braun, Steven Weinberg, Geoffrey Chew, Ahmir «Questlove» Thompson, Eumir Deodato o Emerson Fittipaldi.
Escudo de armas
editar

## Escudo de armas

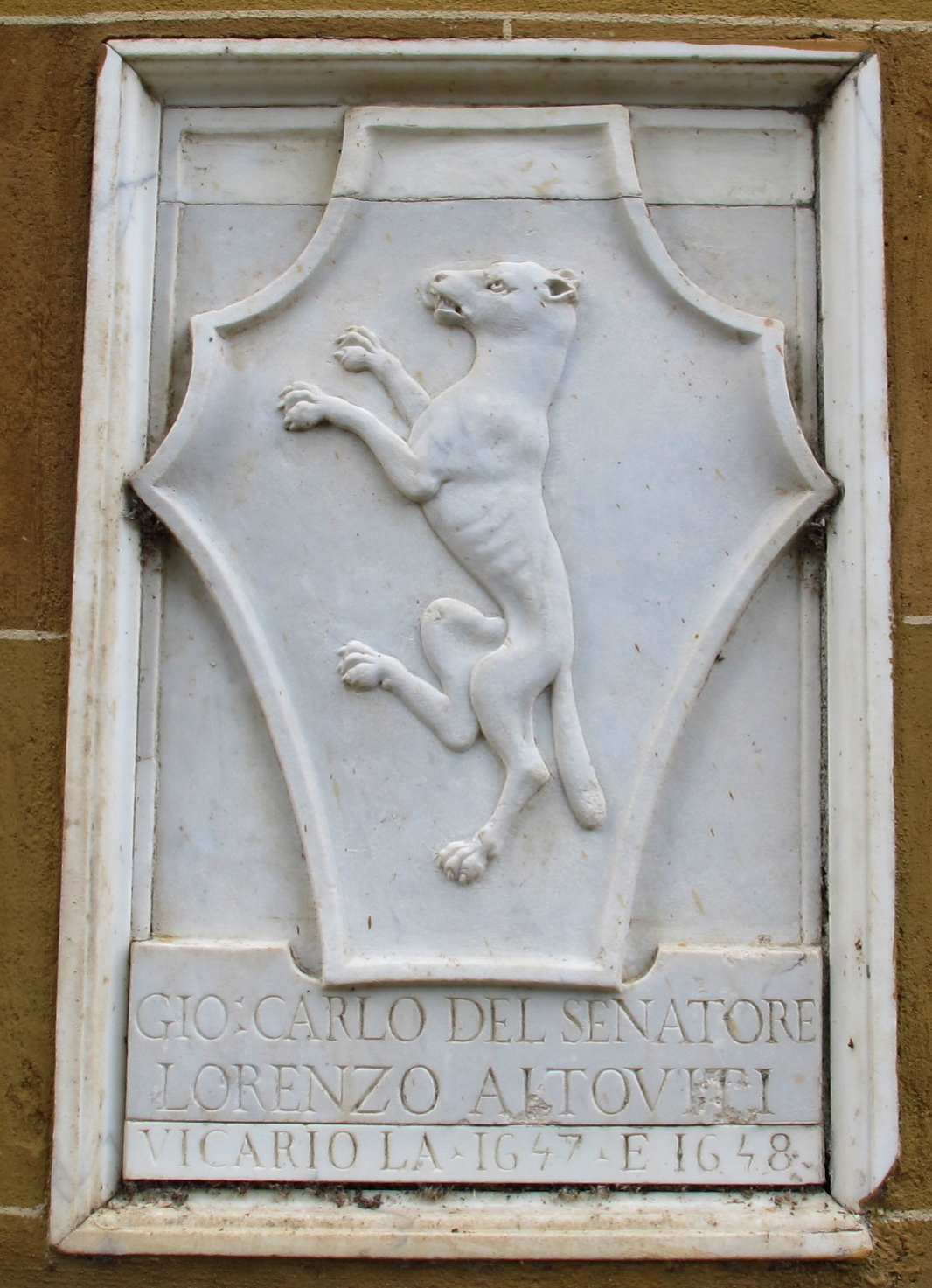
Escudo de armas de la familia Altoviti conservado en el Museo Stibbert.

El escudo de armas de los Altoviti es un lobo plateado desollado sobre un fondo negro y hace referencia a un lobo legendario que se dice que salvó al fundador de la familia al destrozar a uno de sus enemigos.
Gracias a los cargos de podestà en diversas ciudades controladas por Florencia, es fácil encontrar el escudo de armas en los palacios pretorianos y de podestà de la Toscana. En particular, se encuentra en Cascia, San Giovanni Valdarno, Castiglion Fiorentino, Scarperia, Arezzo, San Gimignano, Colle Valdelsa, Radda in Chianti, Lari, Buggiano Alto, Pescia y Certaldo. Además, en la zona de Fiesole es frecuente encontrarlo en los edificios de la diócesis de los obispos que pertenecían a esta familia.

## Miembros notables
Con frecuencia los miembros de la familia se distinguieron por su valor, defendiendo o sirviendo a la República Florentina ocupando prestigiosos cargos públicos, políticos, militares y religiosos:
- Juana Altoviti (1305-1395), conocida como Madonna Aldobrandini.
- Jacobo Altoviti (1348-1403), obispo de Fiesole.
- Bardo de Altoviti (1342–1405), uno de los ocho santos.
- Antonio Altoviti (1454-1507), banquero papal y maestro de la Casa de la Moneda papal.
- Bindo Altoviti (1491-1557), banquero papal y mecenas de las artes del Renacimiento.
- Antonio Altoviti (1521-1573), arzobispo de Florencia.
- Giacomo Altoviti (1604-1693), Nuncio Apostólico en Venecia, Patriarca de Antioquía y Arzobispo de Atenas
- Felipe Nero Altoviti (1634-1702), obispo de Fiesole
- Antonio Altoviti Avila (1963, actor y productor, película ganadora del Oscar Ayer, hoy y mañana).